# Затменные звёзды

Затмения в двойной системе типа Алголя

Затме́нные звёзды (затме́нные переме́нные, затме́нные двойны́е, фотометри́ческие двойны́е) — звёздные системы, в которых наблюдается периодическое изменение блеска вследствие затмений одной звезды другой.
Затмения могут наблюдаться только для тех систем, плоскость орбиты которых близка к лучу зрения. На кривых блеска обычно наблюдают глубокие главные (первичные) минимумы, которые повторяются с периодом, который равен орбитальному, а между ними — более короткие вторичные минимумы. Эти изменения блеска не означают, что происходит физическое изменение светимости самих звёзд (хотя в тесных двойных системах могут происходить и физические изменения).
Общее количество известных затменных двойных составляет более пяти тысяч. Изучение затменных двойных координируется отдельными комиссиями Международного астрономического союза: № 26 «Двойные и кратные звезды», № 27 «Переменные звезды» и № 42 «Тесные двойные системы».
Особое внимание, уделяемое таким системам исследователями, обусловлено тем, что двойные системы предоставляют уникальную возможность определения ряда важнейших характеристик звёзд, особенно в том случае, если известны расстояние до системы и кривая изменения лучевых скоростей звёзд, входящих в систему. По времени затмения можно вычислить диаметр звёзд в долях больших полуосей их орбит, а затем — и в абсолютном измерении. По светимости и размерам звёзд можно найти эффективную температуру их поверхности.

## Классификация
Классификация затменных звёзд является довольно сложной. В четвёртом издании «Общего каталога переменных звёзд» (GCVS4) затменные двойные выделены в отдельный класс (E), который делится на типы по трём признакам:
1. форма кривой блеска;
2. степень заполнения компонентами их полости Роша;
3. физические особенности компонентов.

Классификация по каждому признаку является независимой и имеет отдельные обозначения. Если система классифицирована по более чем одному признаку, она получает два (или даже три) обозначения, которые объединяют через косую черту (например, E/DS или EW/DW/RS).

### Классификация по форме кривой блеска

Затмения в двойной системе типа β Лиры

Классификация по форме кривой блеска является традиционной и считается простейшей, хотя и устаревшей. Впрочем, она подходит для наблюдателей. По этому признаку затменные двойные разделяют на три типа:
- типа Алголя (EA) — на кривой блеска чётко выделяются минимумы, вторичный минимум обычно слабее (может вообще отсутствовать); между затмениями блеск системы почти постоянный;
- типа β Лиры (EB) — кривая блеска состоит из двух нечётких минимумов разной глубины, а между ними блеск непрерывно изменяется;
- типа W большой Медведицы (EW) — на кривой блеска два нечётких минимума примерно одинаковой глубины, между ними блеск изменяется непрерывно.

В новейшей редакции «Общего каталога переменных звёзд» в отдельный тип выделены звёзды, которые затмеваются экзопланетами (EP).

### Классификация по степени заполнения полостей Роша
Разделение по этому признаку применяется для любых двойных систем (не только затменных). Подразделяют их на следующие типы:
- Разделённые системы (англ. detached binaries; типы D, DM, DS, AR, DW по GCVS4) — обе звезды не заполнили свои полости Роша. Приливные деформации небольшие, звёзды сохраняют шарообразную форму.
- Полуразделённые системы (англ. semi-detached binaries; SD) — лишь одна из звёзд заполнила свою полость Роша, вещество этой звезды через внутреннюю точку Лагранжа начинает перетекать на её спутник, форма звезды искажается.
- Контактные системы (англ. contact binaries; K, KE, KW) — обе звезды заполнили свои полости Роша, они имеют форму деформированного эллипсоида, иногда вся система погружена в общую оболочку.

Эта классификация сосредотачивается на процессах, которые вызывают переменность.

Превращение тесной двойной системы в результате эволюции компонентов из разделённой (a, b) в полураздёленную (c) и далее в контактную (d) с последующим образованием общей оболочки (e)

### Классификация по физическим особенностями компонентов
«Общий каталог переменных звёзд» выделяет такие физические особенности двойных звёзд:
- Система содержит по крайней мере один гигант или сверхгигант (GS).
- Система содержит звезду Вольфа — Райе (WR)
- Система содержит белый карлик (DW)
- Одним из компонентов является ядро планетарной туманности (PN)
- Система типа RS Гончих Псов (RS)